# Luciérnagas (pel·lícula)
|  | Per a altres significats, vegeu «Luciérnagas (desambiguació)». |

Luciérnagas és una pel·lícula dramàtica de temàtica LGBT mexicana de 2018 dirigida per la iraniana Bani Khoshnoudi. Va ser estrenada el 6 de desembre de 2019 a la Cineteca de Mèxic.

## Sinopsi
La pel·lícula se centra en la història de Ramín (Arash Marandi), un jove gai iranià que va fugir de la repressió sexual del seu país i cerca exiliar-se a Mèxic. En aquest país coneix a Leti (Flor Edwarda Gurrola), l'encarregada de l'hotel on s'allotja, i a Guillermo (Luis Alberti), un salvadorenc que també ha migrat, amb els qui viurà el drama de la immigració contemporània.

## Repartiment
- Arash Marandi...	Ramin
- Edwarda Gurrola ...	Leti
- Luis Alberti ...	Guillermo
- Eligio Meléndez	 ...	Jorge
- Eduardo Mendizábal		...	Ernesto

## Premis i nominacions
Luciérnagas ha estat nominada en els següents festivals i premis de cinema:
| Any  | Lloc                                                      | País         | Categoria                                         | Nominada/o           | Resultat   |
| ---- | --------------------------------------------------------- | ------------ | ------------------------------------------------- | -------------------- | ---------- |
| 2019 | Festival de Cinema Llatinoamericà de Tolosa de Llenguadoc | França       | Gran Premi a llargmetratge de ficció              | Bani Khoshnoudi      | Nominada   |
| 2019 | Festival de Cinema de Miami                               | Estats Units | Millor pel·lícula - HBO Iber-American Competition | Bani Khoshnoudi      | Guanyadora |
| 2019 | XXV Mostra de Cinema Llatinoamericà de Catalunya          | Catalunya    | Millor actor                                      | Arash Marandi        | Guanyador  |
| 2019 | Festival du Film Lesbien, Gai, Bi, Trans & ++++ de Paris  | França       | Grand Prize Chéries-Chéris                        | Bani Khoshnoudi      | Nominada   |
| 2020 | LXII edició dels Premis Ariel                             | Mèxic        | Millor actriu                                     | Flor Edwarda Gurrola | Guanyadora |